# Polizia federale (Belgio)
La Polizia federale (olandese: Federale Politie; francese: Police Fédérale, tedesco: Föderale Polizei), è la polizia nazionale del Regno del Belgio. Svolge operazioni di polizia amministrativa e giudiziaria, specializzata e sovranazionale, e supporta servizi e unità di polizia sia locali che federali. La polizia federale ha circa 12.300 impiegati tra ufficiali e personale civile.

## Storia
La Polizia federale ha avuto origine dalla Gendarmeria, creata nel 1830. Fino al 1992, la Gendarmeria era organizzata come un ramo indipendente delle forze armate insieme all'esercito, alla marina e all'aeronautica militare, ma era sotto il controllo del ministro dell'Interno. Successivamente è diventata un'agenzia nazionale di polizia civile, attiva fino al 2001. È stata sciolta insieme alle altre forze di polizia esistenti in Belgio in seguito al caso Dutroux e sostituita dalla Polizia federale e dalla polizia locale nel 2001.

## Organizzazione
La polizia federale è comandata dal commissario generale (CG) Marc De Mesmaeker. È responsabile dell'ufficio del commissario generale, che comprende tre direzioni generali:
- Direzione generale della polizia amministrativa (DGA);
- Direzione generale della polizia giudiziaria (DGJ);
- Direzione generale delle risorse e delle informazioni (DGR).

Ogni direzione generale è guidata da un direttore generale (DG), che detiene anche il grado di commissario capo.

### Commissari generali
| Commissario generale             | Mandato                          |
| -------------------------------- | -------------------------------- |
| CDP Herman Fransen               | 1º dicembre 2000 – 1º marzo 2007 |
| CDP Fernand Koekelberg           | 1º marzo 2007 – 24 marzo 2011    |
| CDP Paul Van Thielen (f.f.)      | 24 marzo 2011 – 1º marzo 2012    |
| CDP Catherine De Bolle           | 1º marzo 2012 – 1º maggio 2018   |
| CDP Claude Fontaine (ad interim) | 1º maggio 2018 – 15 giugno 2018  |
| CDP Marc De Mesmaeker            | 15 giugno 2018 – 15 giugno 2023  |
| CDP Eric Snoeck (ad interim)     | dal 15 giugno 2023               |

## Gradi
| Livello               | Classificazione                                                                     | Insegna      |
| --------------------- | ----------------------------------------------------------------------------------- | ------------ |
| Ufficiali commissari  | commissario capo (hoofdcommissaris - commissaire divisionnaire)                     | CDP polfed   |
|                       | commissario (commissaris - commissaire)                                             | CP polfed    |
|                       | aspirante commissario (aspirant-commissaris - aspirant-commissaire)                 | ACP polfed   |
| Agenti non commissari | ispettore capo (hoofdinspecteur - inspecteur principal) equivale al sergente        | INPP polfed  |
|                       | aspirante ispettore capo (aspirant-hoofdinspecteur - aspirant-inspecteur principal) | AINPP polfed |
| Agenti                | ispettore (inspecteur - inspecteur)                                                 | INP polfed   |
|                       | aspirante ispettore (aspirant-inspecteur - aspirant-inspecteur)                     | AINP polfed  |
| Ausiliari             | agente ausiliario (agent - agent)                                                   | AP polfed    |
|                       | aspirante agente ausiliario (aspirant-agent - aspirant-agent)                       | AAP polfed   |

## Equipaggiamento

### Armi
Tali armi elencate sono utilizzate per equipaggiare gli ufficiali ordinari. La possibilità delle unità speciali della polizia federale di ottenere altri armamenti, inclusi fucili, mitragliatrici, lanciagranate e fucili di precisione, dipende dalla situazione riscontrata.
- Stati Uniti: manganello Nightstick;
- Stati Uniti: pistola Smith & Wesson M&P;
- Austria: pistola Glock;
- Belgio: pistola mitragliatrice Uzi;
- Austria: fucile d'assalto Steyr AUG;
- Germania: pistola mitragliatrice Heckler & Koch UMP;
- Germania: pistola mitragliatrice Heckler & Koch MP5.

### Mezzi Aerei
| Aeromobile                     | Origine        | Tipo                                   | Versione (denominazione locale) | In servizio (2024) | Note                                                   | Immagine |
| Elicotteri                     |                |                                        |                                 |                    |                                                        |          |
| MD Helicopters MD 520          | Stati Uniti    | elicottero da trasporto e osservazione | MD 520N                         | 2                  | 2 MD 520N consegnati nel 1999.                         |          |
| MD Helicopters MD 902 Explorer | Stati Uniti    | elicottero da trasporto e osservazione | MD 902                          | 5                  | 5 MD 902 ricevuti a partire dal 1997.                  |          |
| Airbus Helicopters H145M       | Unione europea | elicottero da trasporto e osservazione | H145M                           | 0                  | 2 H145M (più 3 in opzione) ordinati il 17 giugno 2024. |          |